# Validuaté
Validuaté é uma banda brasileira que surgiu em 2004, em Teresina. Com a proposta de experimentação rítmica sobre o rock e outros ritmos, a banda apresenta sua própria mistura de elementos da música brasileira e mundial. Já dividiu palco com grandes nomes da música brasileira como Caetano Veloso, João Bosco, Bossacucanova, Fernanda Porto, Cachorro Grande, Nação Zumbi, Vanessa da Mata, Maria Gadu, Nando Reis, Paralamas do Sucesso. A Validuaté lançou quatro álbuns de estúdio, "Pelos Pátios Partidos em Festa" (2008), "Alegria Girar" (2009), "Manual de Instruções Para" (2018), e "Escute, O Sol Está Nascendo" (2022), além de um CD/DVD ao vivo em 2015.

## História
O grupo Validuaté foi formado em 2004, mas só passou a ganhar mais notoriedade em 2006, quando abriu shows da turnê Cê, de Caetano Veloso. Já em 2007, a banda dividiu palco com diversos artistas conhecidos nacionalmente Paralamas do Sucesso, Luxúria, Cachorro Grande, Tihuana e, em 2008, Fernanda Porto. Nesse ano, participou do festival Teresina é Pop, da Feira Internacional da Música de Fortaleza e da 4ª Feira de Arte e Cultura Nação Piauí, em Brasília.
Somente em 2008, a banda lançou seu primeiro disco, Pelos Pátios Partidos em Festa. Devido à repercussão do disco, a banda chegou ao circuito indie nacional, fazendo algumas apresentações em São Paulo, no Studio SP e no bar Mofo, na ferveção da Lapa, no Rio de Janeiro.  Em 2008, foi a convidada para tocar no palco Torquato Neto, o principal palco do Festival Piauí Pop, que contou com um público de cerca de 30 mil pessoas, juntamente com as bandas Nx Zero, Engenheiros do Hawaii e Capital Inicial.

O segundo albúm da banda veio em 2009, com participação especial de artistas renomados nacionalmente como Lirinha, do Cordel do Fogo Encantado que compôs uma poesia especialmente para a canção "O Hermeto e o gullar". O cantor, apresentador e ator Zéu Britto, conhecido pela atuação em novelas e seriados da Rede Globo, participou cantando a música brega/hilária "Bruta como antigamente"; Isaac Bardavid, um renomado ator e dublador do estúdio Herbert Richers, também participou recitando em "A lenda do peixe francês".
Em 2014, Validuaté foi indicada para concorrer ao Prêmio Multishow de Música Brasileira.
A banda gravou recentemente um show, com um repertório que traz seus maiores clássicos, e planeja lançar como um DVD para comemorar os 10 anos de existência em 2014. Para financiar a pressagem do DVD, a banda lançou uma campanha no site de crowdsourcing Catarse, e em pouco mais de 1 mês conseguiu arrecadar um valor maior do que o planejado inicialmente para o projeto.

## Discografia

### EPs
- Validuaté (2006)
- Este lado para cima (2013)
- Carnavali (2016)

### Álbuns
- Pelos Pátios Partidos em Festa (2008)
- Alegria Girar (2009)
- Validuaté Ao Vivo (2015)
- Manual de Instruções Para (2018)
- Escute, O Sol Está Nascendo (2022)